# LISTEN TO THE STEREO!!
「LlSTEN TO THE STEREO!!」（リッスン・トゥ・ザ・ステレオ!!）はGOING UNDER GROUNDのシングル。ポニーキャニオンより2010年5月19日発売。

## 概要
メジャーデビュー後20枚目（通算23枚目）のシングルであり、ポニーキャニオンに移籍して1枚目の作品。キーボードの伊藤洋一が脱退後、4人体制で初めてのシングルとなった。プロデュースはBEAT CRUSADERSのヒダカトオル。
ヒダカのプロデューサーへの招聘は、伊藤脱退後しばらくの間バンド活動を休止していた期間にボーカルの松本素生がソロプロジェクトSxOxUのプロデュースをヒダカに依頼した際に、バンドの立て直しを図るために、ソロだけでなくゆくゆくはバンドのプロデュースもお願いしたいとヒダカに申し出ていたもので、「音楽的にどうこうという前に、バンドとして機能するには、元に戻れるにはどうしたらいいのか」に軸を置いて力を貸してもらいたいという意向であり、多様な音楽に精通したメロディーメーカーであることを理由にヒダカに白羽の矢を立てた。ヒダカのプロデュースは、基本的にはバンドのやりたいようにさせるといった形で、セッションやアレンジに対して「いいね」と言ったり、細部について「こうしたほうがいい」と意見を出したりと、バンドとしての再生を手助けするようなプロデュースとなったという。
ギターの中澤寛規はヒダカのプロデュースについて、活動再開後のバンドの状態を「アスリートがケガしてリハビリを終えたんだけどなんかうまく走れない」という状態にたとえ、フォーム修正や、「こうすればいい」というポイントを教えてもらうことで、「バンドのとしてのフィジカル」を取り戻すような作業であったと語っている。
通常盤（GOING盤）とREBORN!盤の2種類があり、ジャケットが異なる。REBORN!盤には初回封入特典として「REBORN!キャラクター・チェンジング・ジャケット」が7種のうち1枚封入されている。通常盤は松本と親交のある、レーベルYouth Records代表の庄司信也がアートディレクションを手掛けた。

## プロモーション
本作のリリースツアーとして、本作発売翌日の2010年5月20日から7月11日にかけてツアー「聡です！ひろき心で気分JOEJOE！はりきっていきまSOU！」が全10公演行われた。伊藤脱退後初めてのツアーとなった本ツアーにはサポートキーボードとして本作の制作にも携わった大久保敬に加え、6公演のみプロデューサーのヒダカと同じBEAT CRUSADERSのケイタイモがゲストミュージシャンとして参加した。音楽ライターの兵庫慎司（ロッキング・オン）は同ツアーファイナルを鑑賞し、伊藤の脱退を経てバンドメンバーの個々のキャラクターや役割がはっきりしたと評し、「ゴーイングは、一度解散したわけです。で、前とは違うバンドになって、再結成した」という表現を用いて、「メンバーひとり減っただけだけど、昔からの曲もいっぱりやっているけど、メンバーの関係性や結びつき、音楽へ向かう立ち位置、バンドというものに対する考え方などが、前とは違うのではないかと思う。もっとシリアスで、もっと切実なものになったのではないか」「全体に、『ああ、ゴーイングは変わったんだなあ』ということが、とてもよくわかるライブだった。ガラッと全部変わったわけじゃない。半分くらいは、我々が知っているゴーイングだったけど、あとの半分くらいが違った。少なくとも、僕はそう受け取った」と記している。

## 収録曲
1. LISTEN TO THE STEREO!!
（作詞：松本素生、作曲：松本素生・河野丈洋）
テレビ東京系アニメ「家庭教師ヒットマンREBORN!」オープニング曲。
松本が制作開始時にイメージしていたのはブームタウン・ラッツの1979年のヒット曲「I DON'T LIKE MONDAY」であり、同曲のような「メロディアスで普遍的な曲」を書きたいと考えていたが、「最初にイメージしていたものから思ってもみない方向に進んだ」ことにバンドの楽しさがあらわれていると松本は振り返っている[6]。当初制作したメロディーをメンバーに聞かせたところ、「AメロとBメロが真面目」という評価を受け、河野が「もっとダラダラでいい」と即興で弾いてみせたメロディーを採って差し替えたため、松本と河野の共作となっている[2]。
2. MAKE SOME NOISE!!
（作詞・作曲：松本素生）

## 収録アルバム
LISTEN TO THE STEREO!!
- 稲川くん
- ALL TIME BEST〜20th STORY + LOVE + SONG〜

## 参加ミュージシャン
- 大久保敬 – キーボード。本作のリリースツアーにもサポートとして参加。